# The Saints are Coming
«The Saints Are Coming» es una canción compuesta e interpretada por el grupo The Skids en 1979. La canción se encuentra en el Wide Open EP de 1978 y en el Scared To Dance, álbum debut de esta banda, de 1979. Es una de las canciones más populares de este grupo. El primer párrafo está formado por los versos iniciales de la canción folk estadounidense The House of the Rising Sun, de la que la banda The Animals había grabado una versión.
La canción está basada en la pérdida de un amigo de Richard Jobson, cantante de la banda, que murió en Irlanda del Norte mientras servía en el ejército. La letra de la canción está compuesta por Jobson, mientras que de la música se encargó Stuart Adamson, otro miembro de los Skids y más tarde líder y cantante de Big Country.

## Versión de U2 y Green Day
A finales de 2006, la banda irlandesa U2 junto a Green Day realizaron una versión de este tema, que fue lanzada como sencillo con el fin de obtener fondos para la campaña Music Rising, liderada por el guitarrista de U2, The Edge, que buscaba ayudar a los músicos de New Orleans afectados por el Huracán Katrina. El tema fue incluido en el recopilatorio de U2 U218 Singles.

### Lista de canciones
| N.º | Título                                          | Duración |  |
| 1.  | «The Saints Are Coming»                         | 3:24     |  |
| 2.  | «The Saints Are Coming» (Live from New Orleans) | 3:27     |  |

## La versión original de Skids
El sencillo fue lanzado como parte de un EP de cuatro pistas llamado Wide Open. La canción fue también lanzada en el álbum Scared to Dance de 1979. La letra fue escrita por Richard Jobson con música de Stuart Adamson. Asimismo, la banda alemana de Neofolk Von Thronstahl realizó en 2008 otra versión de esta canción.